# Communicatio Socialis
Communicatio Socialis (Abkürzung: ComSoc) ist eine kommunikations- und medienwissenschaftliche Fachzeitschrift mit dem Untertitel „Zeitschrift für Medienethik und Kommunikation in Kirche und Gesellschaft“. Sie behandelt kommunikations- und medienethische Fragestellungen sowie Fragen aus dem Themengebiet „Religion, Kirche und Kommunikation“. Während Medienethik sonst oftmals als philosophische Bereichsethik und damit als Teilgebiet der Philosophie verstanden wird, verwendet die Zeitschrift einen weiter gefassten Begriff von Medienethik, der neben der Philosophie auch theoretische und empirische sozialwissenschaftliche Arbeiten mit einbezieht.
Herausgegeben wird die Zeitschrift von Klaus-Dieter Altmeppen, Alexander Filipović und Renate Hackel-de Latour im Zentrum für Ethik der Medien und der digitalen Gesellschaft.

## Zielsetzung und Aufgabe
Die Zeitschrift begreift den Medienwandel als ethische Herausforderung: Mit der Mediatisierung und Digitalisierung gesellschaftlicher Kommunikation wächst die Bedeutung einer kritischen und ethischen Reflexion dieser Felder. Das zentrale Thema von Communicatio Socialis ist die Medienethik. Communicatio Socialis soll nach ihrem Selbstverständnis ein interdisziplinärer und „entscheidender Ort medienethischer Diskussion und Forschung werden“.
Die medienethische Ausrichtung der Zeitschrift steht in einer vom christlichen Glauben geprägten Weltsicht. Medienethik wird als christlich motivierter zeitgenossenschaftlicher Dienst an der Gesellschaft verstanden. Das Themengebiet „Religion, Kirche und Kommunikation“ bzw. (katholisch-)kirchliche Publizistik ist der zweite Themenschwerpunkt des Journals, auf dem bis 2013 das Hauptaugenmerk gelegen hatte.

## Erscheinungsweise
Die Zeitschrift erscheint vierteljährlich im Nomos Verlag. Die einzelnen Hefte umfassen circa 150 Seiten. Neben der Printausgabe erscheinen die Artikel auch als EJournal. Texte im EJournal sind innerhalb von 36 Monaten nach dem Erscheinen kostenpflichtig. Nach Ablauf der 36 Monate sind alle Inhalte der Zeitschrift auf der Webseite zugänglich, stehen jedoch nicht unter einer Freien Lizenz (Bronze Open access).

## Themenhefte
Seit der Ausgabe 3–4/2013 sind die Ausgaben als Themenhefte konzipiert. Zu einem meist medienethischen Schwerpunkt finden sich drei bis sechs Artikel in einem Heft. Exemplarische Themen waren:
- Behinderung und Medien (1/2014)
- Game over – Moralische Dilemmata in Computer- und Videospielen (3/2014)
- Bildethik (4/2014)
- Glaubwürdigkeit & Vertrauen – Journalismus zwischen Ressourcenkrise und entfesseltem Publikum (2/2015)
- Flucht und Migration – Medienethische Facetten einer brisanten Debatte (1/2016)
- Sexualität und Medien (3/2016)
- Gemeinwohl und Medien (1/2017)

## Geschichte
Franz-Josef Eilers SVD gründete 1968 gemeinsam mit Michael Schmolke und Karl R. Höller die Fachzeitschrift für Kommunikation in Religion, Kirche und Gesellschaft „Communicatio Socialis“. Der Titel der Zeitschrift leitet sich vom Titel des Konzildekrets Decretum de instrumentis Communicationis socialis „Inter mirifica“ ab. Dieses war das erste Dekret der katholischen Kirche über Kommunikationsmittel. Die Zeitschrift steht von ihrer theologischen Ausrichtung her im Geiste dieses Konzils und fühlt sich seinen Aussagen und seiner ökumenischen Sichtweise verpflichtet. Eine besondere Aufgabe der Zeitschrift sah der Gründer Franz-Josef Eilers SVD in der Sammlung und Zusammenfassung von Nachrichten über Ereignisse im Bereich der kirchlichen Publizistik auf der ganzen Welt. Communicatio Socialis sollte allen, die sich den publizistischen Aufgaben der Kirche verpflichtet fühlen, als Informationsquelle und Anregung zur Diskussion dienen. In letzter Zeit entwickelte sich Communicatio Socialis in Richtung einer allgemeinen kommunikations- und medienwissenschaftlichen Zeitschrift mit medienethischem und kirchlich-religiösem Schwerpunkt.
Von 1968 bis 1993 trug die Zeitschrift den Untertitel „Zeitschrift für Publizistik in der Kirche und Welt“. Im Jahrgang 26/1993 wechselte diese zu „Internationale Zeitschrift für Kommunikation in Religion, Kirche und Gesellschaft“. Mit dem Doppelheft 3/4 (2013) erfuhr die Zeitschrift ihre medienethische Neuausrichtung und hält nun den Untertitel „Zeitschrift für Medienethik und Kommunikation in Kirche und Gesellschaft“.
Weitere Informationen zu der Geschichte der Zeitschrift finden sich in Jahrgang 45/2012, Heft 4. Zum 50. Jahrgang der Zeitschrift ist ein Sonderband erschienen, der fünf exemplarische Artikel aus fünf Jahrzehnten der Zeitschrift versammelt und einordnet.

## Herausgeber und Redaktion
Liste der bisherigen und aktuellen Herausgeber:
- Karl R. Höller (seit Jahrgang 01/1968 bis 35/2002)
- Franz-Josef Eilers SVD (seit Jahrgang 01/1968 bis 35/2002)
- Michael Schmolke[5] (seit Jahrgang 01/1968 bis 45/2012)
- Kees Verhaak (seit Jahrgang 04/1971 bis 16/1983)
- Peter Düsterfeld (seit Jahrgang 22/1989 bis 26/1993)
- Reinhold Jacobi (seit Jahrgang 26/1993 bis 35/2002)
- Walter Hömberg (seit Jahrgang 36/2003 bis 43/2010)
- Matthias Kopp (seit Jahrgang 36/2003 bis 37/2004)
- Ute Stenert (seit Jahrgang 38/2005 bis 45/2012)
- Andreas Büsch (seit Jahrgang 46/2013 bis 49/2016)
- Klaus-Dieter Altmeppen (seit Jahrgang 44/2011 bis heute)
- Alexander Filipović (seit Jahrgang 45/2012 bis heute)
- Renate Hackel-de Latour (seit Jahrgang 54/2021 bis heute)[10]

Redaktionsleiterin ist Renate Hackel-de Latour, weitere Redaktionsmitglieder sind Susanna Endres, Annika Franzetti, Petra Hemmelmann, Magdalena Hoffmann, Jonas Schützeneder und Susanne Wegner (Stand: 2023).